# 波札那
博茨瓦纳共和国（英語：Republic of Botswana），通稱博茨瓦纳（Botswana），是位於非洲南部的內陸國家，全國國境皆為乾燥的台地地形，卡拉哈里沙漠占据了该国大約70%的領土。博茨瓦纳南鄰南非，西邊為納米比亞，東北與津巴布韦接壤，其國土北端只有在維多利亞瀑布附近與赞比亚接壤，它通過卡宗古拉大橋與赞比亚在河邊界相連接。1966年由塞雷茨·卡馬領導自英國獨立後沒有太多動亂變動，保留了殖民時期的政治、金融體系，鑽石開採業相較於非洲其他地區也是投資環境較佳的國家；另外波札那以擁有強大的個人自由而著稱，在新聞自由和個人財產權都有顯著優勢，有助於外國投資及國際交流。
博茨瓦納人口略高於241萬，大約11.6%的人口生活在首都和最大的城市嘉柏隆里，南部非洲發展共同體總部即位於此城境內。它曾經是世界上最貧窮的國家之一，20世紀60年代末人均GDP僅為70美元。此後，它發展成為一個中等收入國家，是世界上經濟增長最快的國家之一。
波札那的首都為嘉柏隆里，人口约24.6万（2022年），是一位於南邊國界上的城市，19世紀末時因為附近的礦業開採而興起。
此处有现代人类居住的历史可追溯至20万年前。族主要是班图语部落的后裔，他们在公元600年左右从非洲向南迁移到现代博茨瓦纳，作为农民和牧民生活在部落飞地。1885年，英国人对该地区进行殖民统治，并宣布该地区为其保护国，名称为贝专纳。随着去殖民化运动的发展，贝专纳于1966年9月30日独立为一个国家并加入英联邦，并开始使用现在的国名。自此，它一直是一个代议制共和国，拥有连续不间断的民主选举记录和至少自1998年以来非洲最低的腐败排名记录。

## 历史
學者考證到公元三世紀至公元六世紀，班圖人在波扎那定居。13－14世纪，由北方迁居于此。
在1885年時，英國殖民该地建立了“貝專納保護國”，使其成為聯合王國的一部份。
1966年9月30日脫離英國宣告独立，改名为博茨瓦纳共和国，實施民主化政治，積極的社會政策與豐富的礦藏（尤其是鑽石礦，佔該國輸出利潤的八成）帶來的財富讓波札那擁有非洲大部分地區難得一見的開發水準。除此之外，由於該國積極地與國際社會合作，在國內建立為了保護野生動物而設的大面積國家公園，而使得觀光業有機會逐漸在該國成長興盛。

## 政府
博茨瓦纳是非洲大陆最古老的民主国家。博茨瓦纳宪法是法治，保护博茨瓦纳公民并代表其权利。博茨瓦纳的政治是在一个多党制的民主共和国框架内进行的，博茨瓦纳总统既是国家元首又是政府首脑，并由博茨瓦纳议会选举并向议会负责。行政权由政府行使。博茨瓦纳政府和议会都拥有立法权。最近一次选举是第十二届，于2024年10月30日举行。自宣布独立以来，该政党系统一直由博茨瓦纳民主党（BDP）主导，至2024年才被杜马·博科率领的反对党联盟民主变革之伞击败，58年来首次失去执政权。
在2021年民主指数中，博茨瓦纳在167个國家中排名第30位。根据透明国际的调查，博茨瓦纳是非洲腐败程度最低的国家，与葡萄牙和韩国的排名接近。

### 司法
博茨瓦納司法机关独立于行政机关和立法机关。
它由当地地方法院，高等法院和上诉法院的典型法院系统组成。 高等法院是具有最高原始管辖权的高级记录法院，可以审理和裁定任何法律规定的刑事，民事或宪法案件。 上诉法院可以审理上诉。 高等法院院长是首席大法官。
上诉法院是最高法院，也处理高等法院和工业法院的上诉。上诉法院院长是法官庭长。
法官由博茨瓦纳总统根据司法服务委员会的建议任命。

#### 首席大法官
- 1968–1971 John Richard Dendy-Young
- 1972–1975 Akinola Aguda
- 1975–1977 George O.L. Dyke
- 1977–1981 Robert John Hayfron-Benjamin
- 1981–1987 O'Brien Quinn
- 1987–1992 Livesey Luke
- 1992–1997 Moleleki Didwell Mokama
- 1997–2010 Julian Mukwesu Nganunu
- 2010–2018 Maruping Dibotelo

关于法律专业，尽管博茨瓦纳法律协会自1997年成立以来，但在其律师注册簿中仍未明确表明某些人口统计资料，例如妇女在法律领域的表现如何。

## 行政区划
博茨瓦纳分为10个行政区（districts）：
| - 中央区（Central District） - 杭济区（Ghanzi District） - 卡拉哈迪区（Kgalagadi District） - 卡特伦区（Kgatleng District） - 奎嫩区（Kweneng District） | - 东北区（North-East District） - 西北区（North-West District） - 喬貝區（Chobe District） - 东南区（South-East District） - 南部区（Southern District） |

区下再设28个分区（subdistricts）。

### 重要城镇
| 波札那最大城市排名 2022年 | 波札那最大城市排名 2022年 | 波札那最大城市排名 2022年 | 波札那最大城市排名 2022年 | 波札那最大城市排名 2022年 | 波札那最大城市排名 2022年 | 波札那最大城市排名 2022年 | 波札那最大城市排名 2022年 | 波札那最大城市排名 2022年 | 波札那最大城市排名 2022年 |
|                           | 排名                      | 名称                      | 區                        | 人口                      | 排名                      | 名称                      | 區                        | 人口                      |                           |
| ------------------------- | ------------------------- | ------------------------- | ------------------------- | ------------------------- | ------------------------- | ------------------------- | ------------------------- | ------------------------- | ------------------------- |
| 嘉柏隆里 弗朗西斯敦       | 1                         | 嘉柏隆里                  | 東南區                    | 246,325                   | 11                        | 卡內                      | 南部區                    | 48,028                    |                           |
| 嘉柏隆里 弗朗西斯敦       | 2                         | 弗朗西斯敦                | 東北區                    | 103,417                   | 12                        | 塞莱比-皮奎               | 中部區                    | 42,488                    |                           |
| 嘉柏隆里 弗朗西斯敦       | 3                         | 莫戈迪沙內                | 奎嫩區                    | 88,006                    | 13                        | 萊特拉卡內                | 中部區                    | 36,338                    |                           |
| 嘉柏隆里 弗朗西斯敦       | 4                         | 馬翁                      | 西北區                    | 84,993                    | 14                        | 拉莫茨瓦                  | 東南區                    | 33,271                    |                           |
| 嘉柏隆里 弗朗西斯敦       | 5                         | 莫萊波洛萊                | 奎嫩區                    | 74,674                    | 15                        | 洛巴策                    | 東南區                    | 29,772                    |                           |
| 嘉柏隆里 弗朗西斯敦       | 6                         | 塞罗韦                    | 中部區                    | 55,676                    | 16                        | 姆莫帕內                  | 奎嫩區                    | 25,345                    |                           |
| 嘉柏隆里 弗朗西斯敦       | 7                         | 特洛昆                    | 東南區                    | 55,508                    | 17                        | 塔馬哈                    | 奎嫩區                    | 25,297                    |                           |
| 嘉柏隆里 弗朗西斯敦       | 8                         | 帕拉佩                    | 中部區                    | 52,636                    | 18                        | 莫舒帕                    | 南部區                    | 23,858                    |                           |
| 嘉柏隆里 弗朗西斯敦       | 9                         | 莫丘迪                    | 卡特倫區                  | 50,317                    | 19                        | 托諾塔                    | 中部區                    | 23,296                    |                           |
| 嘉柏隆里 弗朗西斯敦       | 10                        | 馬哈拉佩                  | 中部區                    | 48,431                    | 20                        | 博博農                    | 中部區                    | 21,216                    |                           |

## 地理

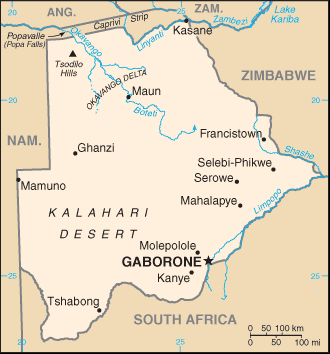
博茨瓦納地圖

博茨瓦纳的面积为581,730平方公里（224,607平方英里），是世界第48大国家。它的大小类似于马达加斯加或法国。它位于南纬17°和27°，东经20°和30°之间。
博茨瓦纳地勢大致平坦，擁有起伏高原，一般海拔800－1100米。国土中部和西南部属卡拉哈里沙漠，覆蓋了博茨瓦納接近七成土地。位於西北方的奧卡万戈沼泽是世上最大的內陸三角洲。多草原和盐沼，馬卡迪卡迪鹽沼面積廣大，盤據博茨瓦纳北方。东南部为丘陵。
林波波河流域是整个南部非洲的主要地貌，部分位于博茨瓦纳，其支流盆地分别是该国东部的諾特瓦內河、邦瓦皮采河、馬哈拉佩、洛察內河、莫特洛烏采河和沙希河。諾特瓦內河通过哈博罗内水坝为首都提供水。乔贝河位于北部，是博茨瓦纳与纳米比亚赞比西河地区之间的边界。乔贝河与赞比西河在一个称为卡宗古拉的地方相遇（意思是一棵小香肠树，塞比比万和他的马科洛洛部落穿过赞比西河进入赞比亚）。

### 气候
大部分地区属于热带干旱草原气候，西部为沙漠、半沙漠气候。年降水量从东北部600毫米向西南递减至200毫米以下。

### 动植物
博茨瓦納擁有多樣的野生动植物棲息地，包括奧卡萬戈三角洲、喀拉哈里沙漠、草原和熱帶草原。熱帶草原上，有黑尾牛羚、亞科羚羊、其他哺乳類和雀鳥等野生動物。

### 资源
主要矿藏为钻石，其次为铜镍、煤、苏打灰、铂、金、锰等。已探明的铜镍矿蕴藏量为4600万吨，煤蕴藏量170亿吨。

## 生态
博茨瓦纳有各种各样的野生动植物栖息地。除了三角洲和沙漠地区，还有草原和热带稀树草原，那里发现了蓝色的牛羚，羚羊以及其他哺乳动物和鸟类。博茨瓦纳北部地区是濒临灭绝的非洲野狗的少数几大种群之一。位于乔贝区的乔贝国家公园（Chobe National Park）拥有世界上最集中的非洲象。该公园占地约11,000平方公里（4,247平方英里），可容纳约350种鸟类。
乔贝国家公园和莫雷米禁猎区（在奥卡万戈三角洲）是主要的旅游目的地。其他保护区包括位于甘孜区卡拉哈里沙漠的中央卡拉哈里野生动物保护区； Makgadikgadi Pans国家公园和Nxai Pan国家公园位于Makgadikgadi Pan的中央区。 Mashatu Game Reserve是私有企业：位于博茨瓦纳东部的莎舍河和林波波河交汇处。另一个私人拥有的保护区是哈博罗内附近的莫科洛迪自然保护区。也有专门的庇护所，例如Khama Rhino庇护所（用于犀牛）和Makgadikgadi庇护所（用于火烈鸟）。他们俩都位于博茨瓦纳的中部地区。

## 环境问题
博茨瓦纳面临着两个密切相关的主要环境问题，即干旱和荒漠化。该国四分之三的人类和动物种群因干旱而依赖地下水。深井钻井产生的地下水在一定程度上减轻了干旱的影响。博茨瓦纳的地表水很稀少，该国少于5％的农业靠降雨可持续。在其余95％的地区，饲养牲畜是农村收入的主要来源。该国大约71％的土地用于社区放牧，这是该国荒漠化和水土流失加剧的主要原因。
由于畜牧业对博茨瓦纳人民有利可图，因此随着动物数量的急剧增加，他们继续开发土地。从1966年到1991年，牲畜的数量从170万只增加到550万只。同样，人口也从1971年的57.4万增加到1995年的150万，在24年中增长了161％。今天（2020年），该国总人口超过200万。“博茨瓦纳超过50％的家庭拥有牛，这是目前农村收入的最大单一来源。” “由于积压和放牧过多，或由于商业产品的收集，牧场退化或荒漠化被认为是土地生产力的下降。干旱和气候变化的影响加剧了土地退化。”
环保主义者报告说，由于放牧牲畜的增加，奥卡万戈三角洲正在枯竭。奥卡万戈三角洲是博茨瓦纳主要的半森林湿地之一，也是世界上最大的内陆三角洲之一。它是许多动物生存的关键生态系统。
林业和牧场资源部已经启动了一个项目，将南部的加拉加迪，北部的Koneng和Botetti引入本地植被。原生植被的重新引入将导致土地退化。美国政府还与博茨瓦纳签署了一项协议，给予博茨瓦纳700万美元，使博茨瓦纳的债务减少830万美元。美国减少博茨瓦纳债务的规定是，博茨瓦纳将致力于更广泛的土地保护。该国2018年森林景观完整性指数平均得分为9.13 / 10，在172个国家中排名世界第八。
联合国开发计划署表示，贫困是博茨瓦纳对包括土地在内的资源过度开发的一个主要问题。为了帮助改变这一点，开发计划署参加了在博茨瓦纳南部Struizendam社区开始的一个项目。该项目的目的是利用“土著知识和传统土地管理系统”。运动的领导者应该是社区中的人，以吸引他们，从而增加他们赚钱的机会，从而减少贫困。开发计划署还指出，政府必须有效执行政策，使人们能够管理其当地资源，并向政府提供信息以帮助制定政策。

## 经济

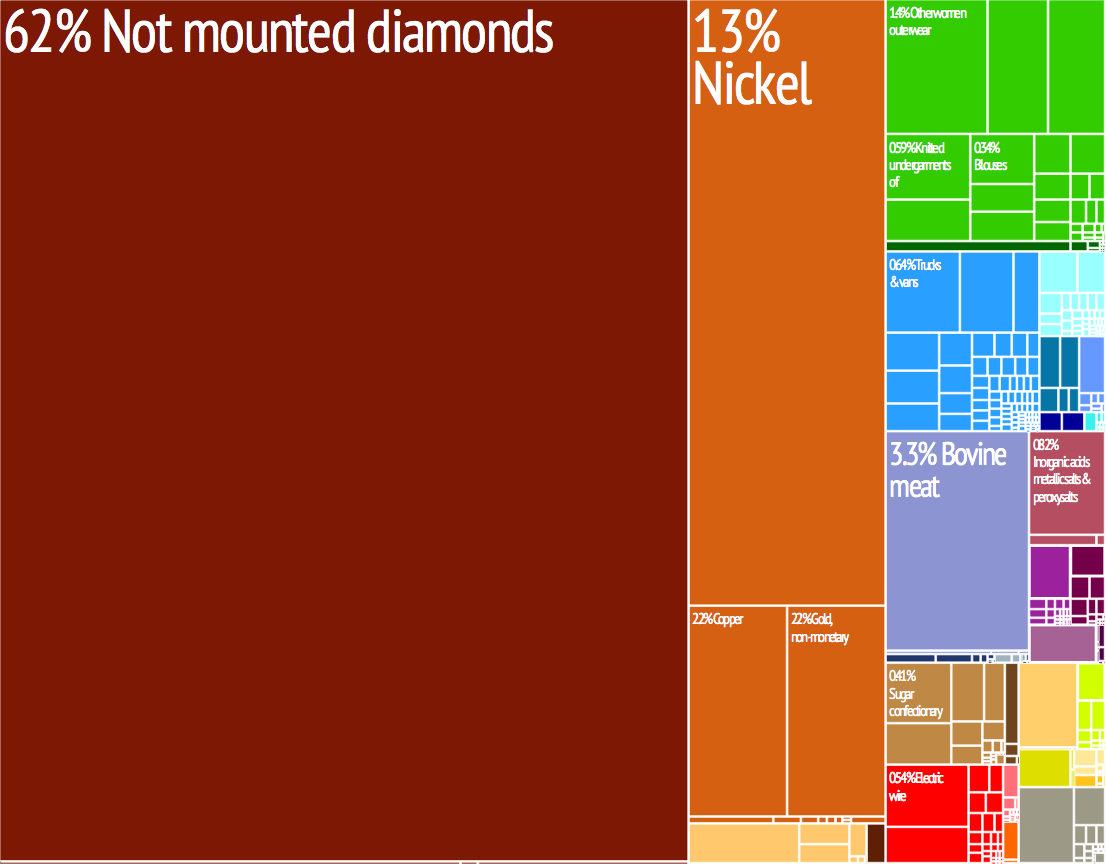
博茨瓦納出口的產品在28個顏色編碼的類別的圖形化描述

在独立初期，波札那工业基础薄弱，除了波札那肉類公司外，工业几乎由南非控制。之后，该国实施民主化政治，积极的社会政策与丰富的矿藏（尤其是钻石矿，占该国输出利润的八成）带来的财富让博茨瓦纳拥有非洲大部分地区难得一见的开发水平。除此之外，由于该国积极地与国际社会合作，在国内建立为了保护野生动物而设的大面积国家公园，而使得观光业有机会逐渐在该国成长兴盛。
自独立以来，博茨瓦纳的人均收入增长速度是世界上最快的国家之一。 博茨瓦纳已从世界上最贫穷的国家之一转变为中等偏上收入国家。人均国内生产总值从1950年的1,344美元增长到2016年的15,015美元。尽管博茨瓦纳资源丰富，但良好的制度框架使该国能够对资源收入进行再投资以产生稳定的未来收入。据一项估计，该国的人均GDP排名第四 按购买力平价计算的国民收入，使其生活水平与墨西哥相当。
博茨瓦纳贸易和工业部负责在全国范围内促进业务发展。根据国际货币基金组织（International Monetary Fund）的数据，从1966年到1999年，经济平均每年增长9％以上。与其他非洲国家相比，博茨瓦纳具有较高的经济自由度。尽管2002年和2003年连续出现预算赤字，外债水平可忽略不计，但政府仍保持了稳健的财政政策。它获得了非洲最高的主权信用评级，并拥有了近两年半的当前外汇储备（2005/2006年超过70亿美元）。
宪法规定了一个独立的司法机构，政府在实践中对此予以尊重。 法律体系足以进行安全的商业交易，尽管严重的案件积压和不断增长的案件阻止了及时的审判。 知识产权保护水平大大提高。 在2014年国际财产权指数中，博茨瓦纳在撒哈拉以南非洲国家中仅次于南非。
博茨瓦纳虽然通常允许外国人参与其经济，但为公民保留了一些部门。外国投资的增加在国有企业私有化中起着重要作用。投资法规是透明的，官僚程序虽然虽然有些缓慢，但仍得到简化和开放。可以无限制地汇回投资收益，例如利润和股息，偿债，资本收益，知识产权收益，特许权使用费，特许权使用费和服务费。
博茨瓦纳从南非进口精炼石油产品和电力。国内有一些用煤发电的产品。
博茨瓦纳的经济支柱是钻石业，产值约占国内生产总值的三分之一；其次是旅游业。主要出口钻石、铜镍矿产品、苏打灰、牛肉产品、纺织品和汽车配件等；进口汽车及交通设备、机械及电子产品、食品 及饮料、金属、化工和橡胶制品、燃料和烟草等。
相對於其他非洲國家，博茨瓦纳擁有良好的金融管理紀錄，並在2013年被國際透明組織列為全非洲最不腐敗的國家，全世界排名第30，甚至高過許多歐洲及亞洲國家。世界經濟論壇評估博茨瓦纳為非洲兩個最有競爭力的國家之一。2004年博茨瓦納再一次被穆迪投资服务公司（Moody's Investors Service）與史丹普公司評估信用為「A」級，而讓博茨瓦纳成為非洲信用風險最低的國家，與中歐、東亞及拉丁美洲的國家旗鼓相當。

## 人口
波札那人口成長快速，自獨立以來翻了數倍，截止至2023年止，人口計為2,417,596人
| 年度 | 百萬 |
| ---- | ---- |
| 1950 | 0.4  |
| 2000 | 1.7  |
| 2020 | 2.4  |

## 宗教
| 博茨瓦納宗教 | 博茨瓦納宗教 | 博茨瓦納宗教 | 博茨瓦納宗教 | 博茨瓦納宗教 |
| ------------ | ------------ | ------------ | ------------ | ------------ |
| 宗教         | 宗教         |              | 占比         | 占比         |
| 基督教       | 基督教       |              | 70.2%        | 70.2%        |
| 其他基督宗教 | 其他基督宗教 |              | 8.9%         | 8.9%         |
| 传统宗教     | 传统宗教     |              | 4.1%         | 4.1%         |
| 無宗教       | 無宗教       |              | 15.2%        | 15.2%        |
| 其他         | 其他         |              | 1.4%         | 1.4%         |
| 未說明       | 未說明       |              | 0.3%         | 0.3%         |

241万（2023年）。绝大部分为班图语系的茨瓦纳人（占人口的90％）。全国有8个主要部族：恩瓦托、昆纳、恩瓦凯策、塔瓦纳、卡特拉、莱特、罗龙和特罗夸。恩瓦托族最大，约占人口的40％。欧洲人和亚洲人约1万人。官方语言为英语，通用语言为茨瓦纳语和英语。多数居民信奉基督新教和天主教，农村地区部分居民信奉传统宗教。

## 教育
波札那有約20所左右的大學，主要位於其首都嘉柏隆里
- 波札那大學
- 博茨瓦納會計學院
- 林國榮創意科技大學波札那校區
- Botho University博托大學
- Botswana International University of Science and Technology波札那國際理工大學
- Arthur Portland College亞瑟波特蘭學院
- Texila American University特克西拉美國大學
- Botswana Open University波札那空中大學
- BA ISAGO University巴伊薩歌大學
- Botswana college of Engineering and Technology波札那工程科技學院
- Gaborone Technical College嘉柏隆里理工學院
- Gaboron technology college嘉柏隆里科技大學
- Imperial School of Business and Science帝國商業科技學校
- Logan Business College羅根商學院
- ABM UNIVERSITY COLLEGE ABM大學院
- Botswana University of Agriculture and Natural Resources波札那農業資源大學
- Gaborone University College of Law and professional Studies嘉柏隆法專大學院
- Gaborone Institute Of Professional Studies嘉柏隆專業大學

## 交通
- 鐵路：有波札那鐵路連結國內城市及南非共和國、有辛巴威國鐵連接辛巴威共和國
- 機場：塞雷茨·卡馬爵士國際機場（首都•嘉柏隆里•國際線）、弗朗西斯敦機場（國內線）

## 醫療衛生
博茨瓦纳的医疗保健系统一直在稳步改善和扩展其基础设施，使其变得更容易获得。该国作为中等偏上收入国家的地位使他们在博茨瓦纳大部分人口的全民医疗保健方面取得了长足进步。博茨瓦纳241萬居民中的大多数人现在生活在医疗机构的五公里范围内。博茨瓦纳政府强调基本医疗保健，重点放在疾病预防和健康生活上。结果，婴儿死亡率和孕产妇死亡率一直在稳定下降。该国不断改善的医疗基础设施也反映在出生后的平均预期寿命增加上，几乎所有的新生婴儿的出生都发生在有保障的医疗机构中。
获得医疗保健并不能缓解该国对医疗保健的所有担忧，因为像撒哈拉以南非洲的许多国家一样，博茨瓦纳仍在与艾滋病毒/艾滋病和其他传染病的高发病率作斗争。 2013年，大约25％的人口感染了艾滋病毒/艾滋病。博茨瓦纳还正在努力解决5岁以下儿童营养不良率高的问题，这导致了其他健康问题，例如腹泻和发育迟缓。
全国约36%（2008年10月）的成年人感染HIV，是全世界感染艾滋病病毒第二高的国家，平均每3个小时就有一人死于艾滋病。2013年艾滋病平均感染率为18.5%。目前疾病严重威胁着国家的社会经济安全。

### 医疗系统
博茨瓦纳卫生部负责监督全国医疗保健的品質和分布。 根据世界银行的数据，2009年的出生时预期寿命是55岁，此前曾从1990年的64.1岁的峰值下降到2002年的49岁的低点。在博茨瓦纳2011年的人口普查之后，目前的预期寿命为54.06岁。
博茨瓦纳癌症协会是一个自愿的非政府组织。 该协会是国际癌症控制联盟的成员。 该协会通过提供癌症预防和健康意识计划，为癌症患者提供医疗服务并为受影响的人提供支持和咨询，来补充现有服务。

### 艾滋病毒/艾滋病流行
与撒哈拉以南非洲其他地区一样，艾滋病对该国经济的影响也很大。由于经常性的预算赤字和医疗服务支出的增加，2002–3年的经济发展支出减少了10％。博茨瓦纳受到艾滋病大流行的严重打击。据估计，2006年出生时的预期寿命从65岁降至35岁。但是，根据博茨瓦纳2011年的人口普查，目前的预期寿命为54.06岁。
据估计，2009年博茨瓦纳15-49岁成年人的艾滋病毒/艾滋病患病率为25.4％，2013年为21.9％，在撒哈拉以南非洲国家中，莱索托和斯威士兰超过了这一水平。这使博茨瓦纳在2013年处于世界第三高的流行率，同时“引领了预防和治疗计划的道路”。 2003年，政府开始了一项全面计划，包括免费或廉价的通用抗逆转录病毒药物以及旨在阻止该病毒传播的宣传运动。 2013年，博茨瓦纳有40％以上的成年人可以接受抗逆转录病毒疗法。在15-19岁的年龄组中，据估计，2013年女性的患病率约为6％，男性为3.5％，而20-24岁年龄组的患病率约为15％，男性为5％。博茨瓦纳是联合国艾滋病小组在2011年《全球计划》中确定的21个优先国家之一，以消除儿童中的新艾滋病毒感染并保持其母亲的生命。从2009年到2013年，该国儿童新感染HIV的人数减少了50％以上。博茨瓦纳应对艾滋病毒成功或希望的另一个衡量标准是，2013年感染艾滋病毒的孕妇中不到10％没有接受抗逆转录病毒药物治疗，与之相比相应下降的幅度更大（超过50％）。 39岁以下儿童中新感染艾滋病毒的人数40在联合国全球计划国家中，博茨瓦纳的艾滋病毒感染者接受抗逆转录病毒治疗的比例最高：成人（15岁以上）约占75％，儿童约98％。
通过一项全国性的预防母婴传播计划，博茨瓦纳将艾滋病毒从受感染母亲到孩子的传播率从大约40％降低到仅4％。在Festus Mogae的领导下，博茨瓦纳政府向外界提供了抗击艾滋病毒/艾滋病的帮助，并得到了比尔和梅林达·盖茨基金会，默克基金会的早期支持，并共同建立了非洲艾滋病毒/艾滋病综合伙伴关系（ACHAP）。其他早期合作伙伴包括哈佛大学公共卫生学院的博茨瓦纳-哈佛艾滋病研究所和宾夕法尼亚大学的博茨瓦纳-UPenn合作伙伴。根据《 2011年联合国艾滋病规划署报告》，博茨瓦纳已经实现了普及治疗（定义为覆盖率达到80％或更高）。
博茨瓦纳艾滋病毒高发的潜在原因包括同时发生性伙伴关系，性交易，跨代性行为，以及大量在外地工作的人, 拥有较多的婚外性行为则进一步影响了健康状况。